# Selenops vinalesi
Selenops vinalesi är en spindelart som beskrevs av Muma 1953. Selenops vinalesi ingår i släktet Selenops och familjen Selenopidae.
Artens utbredningsområde är Kuba. Inga underarter finns listade i Catalogue of Life.